# Pseudophaloe veranioides
Pseudophaloe veranioides là một loài bướm đêm thuộc phân họ Arctiinae, họ Erebidae.